# ロイド・ヴェルフト

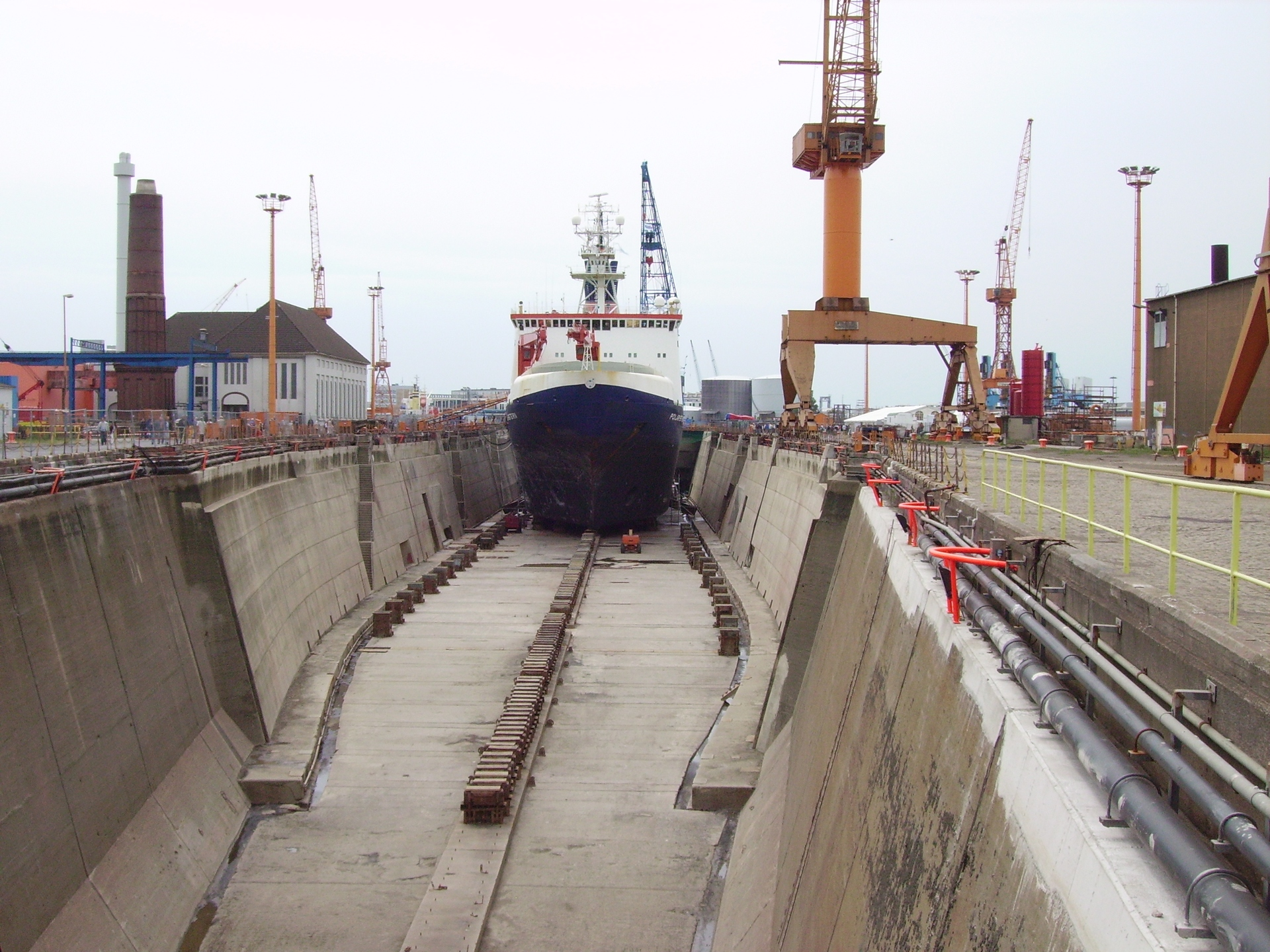
ポーラーシュテルンの入るドライドック

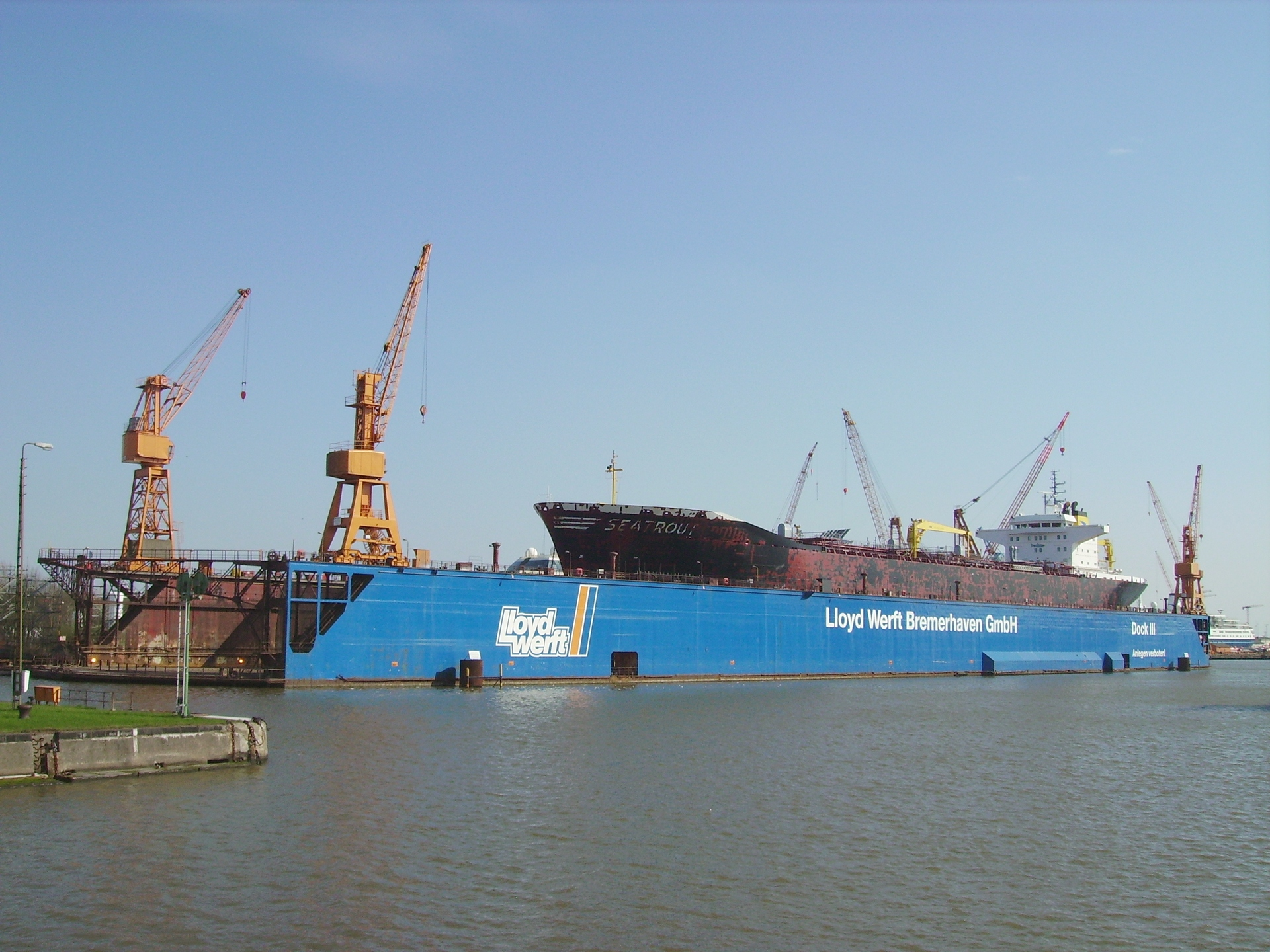
フローティングドック

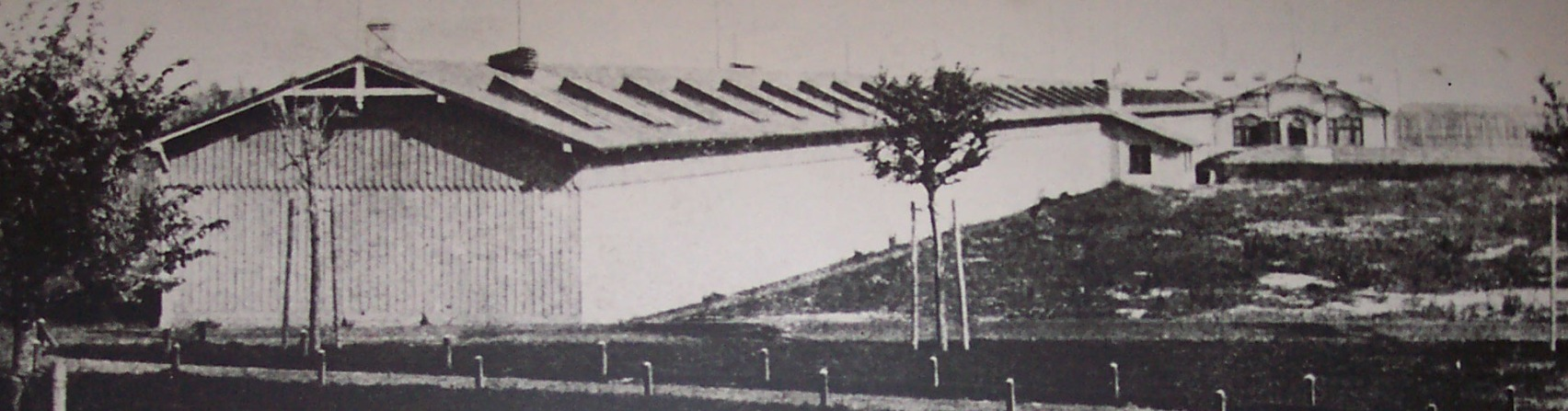
1899年当時

ロイド・ヴェルフト・ブレーマーハーフェン（Lloyd Werft Bremerhaven）は、ブレーマーハーフェンにある造船所。1863年にノルデッシャー・ロイドによって設立され、主に所有する商業船の修理のために使われていた。
2015年にゲンティン香港がロイド・ヴェルフトの過半数の株式を買収し、2016年には残る30%の株式も買収し、同時期に買収したノルディックヤードのヴィスマール造船所、ワーネムンデ造船所、シュトラールズント造船所の3造船所を含めロイド・ヴェルフト・グループとした。